# Meistriliiga 2016
La Meistriliiga 2016 (conocida como A.Le Coq Premium Liiga al ser patrocinada por la cervecera A. Le Coq) fue la edición número 26 de la Meistriliiga. La temporada comenzó el 4 de marzo y terminó el 5 de noviembre. El Infonet se proclamó campeón por primera vez en su historia.

## Sistema de competición
Los diez equipos participantes jugaron entre sí todos contra todos cuatro veces totalizando 36 partidos cada uno, al término de la fecha 36 el primer clasificado obtuvo un cupo para la primera ronda de la Liga de Campeones 2017-18, mientras que el segundo y tercer clasificado obtuvieron un cupo para la primera ronda de la Liga Europea 2017-18; por otro lado el último clasificado descendió a la Esiliiga 2017, el penúltimo jugará el Play-offs de relegación ante el subcampeón de la Esiliiga 2016.
Un tercer cupo para la primera ronda de la Liga Europea 2017-18 fue asignado al campeón de la Copa de Estonia.

## Equipos participantes
| Equipo              | Ciudad   | Estadio                | Capacidad |
| ------------------- | -------- | ---------------------- | --------- |
| Flora               | Tallinn  | A. Le Coq Arena        | 9.692     |
| Infonet             | Tallinn  | Sportland Arena        | 800       |
| Levadia Tallinn     | Tallinn  | Kadriorg Stadium       | 5.000     |
| Narva Trans         | Narva    | Kreenholm Stadium      | 1.065     |
| Nõmme Kalju         | Tallinn  | Kadriorg Stadium       | 5.000     |
| Paide Linnameeskond | Paide    | Paide Linnastaadion    | 368       |
| Rakvere             | Rakvere  | Rakvere linnastaadion  | 1.785     |
| Sillamäe Kalev      | Sillamäe | Sillamäe Kalev Stadium | 2000      |
| Tammeka             | Tartu    | Tamme Stadium          | 1.750     |
| Vaprus              | Pärnu    | Pärnu Raeküla Staadion | 550       |

### Ascensos y descensos
| Pos. | Ascendidos de Esiliiga 2015 |
| ---- | --------------------------- |
| 1    | Rakvere                     |

| Pos. | Descendido de Meistriliiga 2015 |
| ---- | ------------------------------- |
| 10   | Tulevik                         |

## Tabla de posiciones
| Pos. | Equipo              | Pts. | PJ | G  | E  | P  | GF | GC  | Dif. | Clasificación 2017–18                 |
| ---- | ------------------- | ---- | -- | -- | -- | -- | -- | --- | ---- | ------------------------------------- |
| 1    | Infonet (C)         | 80   | 36 | 24 | 8  | 4  | 74 | 33  | +41  | Primera ronda de la Liga de Campeones |
| 2    | Levadia Tallinn     | 78   | 36 | 24 | 6  | 6  | 77 | 30  | +47  | Primera ronda de la Liga Europea      |
| 3    | Nõmme Kalju         | 75   | 36 | 22 | 9  | 5  | 70 | 28  | +42  | Primera ronda de la Liga Europea      |
| 4    | Flora               | 73   | 36 | 21 | 10 | 5  | 96 | 31  | +65  | Primera ronda de la Liga Europea      |
| 5    | Sillamäe            | 51   | 36 | 14 | 9  | 13 | 65 | 55  | +10  |                                       |
| 6    | Paide Linnameeskond | 48   | 36 | 14 | 6  | 16 | 58 | 61  | −3   |                                       |
| 7    | Tammeka             | 41   | 36 | 12 | 5  | 19 | 43 | 65  | −22  |                                       |
| 8    | Narva Trans         | 41   | 36 | 11 | 8  | 17 | 60 | 68  | −8   |                                       |
| 9    | Pärnu Linnameeskond | 17   | 36 | 5  | 2  | 29 | 24 | 98  | −74  | Promoción por la permanencia          |
| 10   | Rakvere             | 3    | 36 | 0  | 3  | 33 | 15 | 113 | −98  | Descenso a Esiliiga                   |

Actualizado a los partidos jugados el 5 de noviembre de 2016.
 Fuente: Soccerway
Notas:
1. ↑  Tras ganar la Copa de Estonia, el Infonet obtiene una plaza para participar en la Liga Europa 2017-18 pero, al encontrarse este equipo clasificado a través de su posición de Liga para disputar la Liga de Campeones, la plaza obtenida a través de la Copa recae sobre el cuarto clasificado.

## Tabla de resultados cruzados
| Local \ Visitante   | FLO | INF | LEV | NAR | NOM | PAI | PAR | RAK | SIL | TAM |
| ------------------- | --- | --- | --- | --- | --- | --- | --- | --- | --- | --- |
| Flora               | —   | 3–0 | 1–2 | 3–0 | 0–0 | 2–0 | 6–0 | 6–0 | 0–0 | 0–0 |
| Infonet             | 1–1 | —   | 3–2 | 2–1 | 2–1 | 1–0 | 3–1 | 4–1 | 0–0 | 4–0 |
| Levadia Tallinn     | 0–0 | 1–0 | —   | 1–0 | 1–1 | 4–0 | 1–0 | 2–0 | 2–1 | 1–1 |
| Narva Trans         | 1–2 | 0–3 | 1–1 | —   | 1–1 | 2–3 | 4–0 | 2–2 | 3–3 | 4–1 |
| Nõmme Kalju         | 2–0 | 2–1 | 0–1 | 6–0 | —   | 1–0 | 3–0 | 3–1 | 2–0 | 2–0 |
| Paide Linnameeskond | 1–1 | 0–2 | 0–1 | 3–2 | 1–1 | —   | 4–0 | 4–2 | 1–3 | 3–0 |
| Pärnu Linnameeskond | 0–3 | 0–2 | 1–0 | 0–1 | 0–1 | 0–3 | —   | 3–0 | 0–2 | 0–1 |
| Rakvere             | 0–5 | 0–1 | 0–4 | 0–1 | 1–6 | 0–5 | 1–2 | —   | 0–3 | 0–1 |
| Sillamäe            | 2–4 | 2–2 | 0–2 | 3–0 | 1–3 | 1–1 | 4–1 | 1–0 | —   | 5–1 |
| Tammeka             | 0–4 | 1–2 | 1–4 | 2–2 | 0–3 | 2–0 | 2–1 | 3–1 | 4–0 | —   |

| Local \ Visitante   | FLO | INF | LEV | NAR | NOM | PAI | PAR | RAK | SIL | TAM |
| ------------------- | --- | --- | --- | --- | --- | --- | --- | --- | --- | --- |
| Flora               | —   | 2–1 | 6–1 | 4–1 | 1–1 | 4–0 | 3–0 | 4–0 | 3–3 | 0–0 |
| Infonet             | 4–3 | —   | 0–0 | 4–3 | 2–2 | 3–1 | 1–0 | 6–0 | 4–2 | 1–0 |
| Levadia Tallinn     | 2–1 | 2–2 | —   | 5–0 | 1–2 | 7–1 | 2–0 | 4–0 | 2–1 | 4–0 |
| Narva Trans         | 0–2 | 0–0 | 3–1 | —   | 0–3 | 3–1 | 3–1 | 1–1 | 1–3 | 4–2 |
| Nõmme Kalju         | 3–3 | 1–2 | 0–3 | 2–0 | —   | 1–1 | 0–0 | 2–0 | 3–1 | 3–0 |
| Paide Linnameeskond | 0–3 | 1–4 | 0–4 | 0–0 | 2–0 | —   | 4–1 | 7–0 | 2–1 | 3–1 |
| Pärnu Linnameeskond | 1–6 | 0–5 | 0–4 | 1–7 | 1–5 | 3–1 | —   | 2–1 | 2–5 | 0–3 |
| Rakvere             | 1–4 | 0–1 | 0–1 | 0–6 | 1–2 | 0–1 | 1–1 | —   | 0–3 | 1–3 |
| Sillamäe            | 1–4 | 0–0 | 3–2 | 2–1 | 0–1 | 0–0 | 4–2 | 4–0 | —   | 1–2 |
| Tammeka             | 3–1 | 0–1 | 1–2 | 0–2 | 0–1 | 1–4 | 2–0 | 5–0 | 0–0 | —   |

## Play-off de relegación
| 12 de noviembre de 2016, 13:00 | Maardu Linnameeskond | 1:5 (0:3) | Pärnu Linnameeskond                                    | Maardu Stadium, Maardu                                |                                                       |
|                                | - Zelentsov 59'      | Reporte   | - 8' Aristov - 30' 54' Saarts - 45' Tutk - 71' Vihmoja | Asistencia: 86 espectadores Árbitro(s): Juri Frischer | Asistencia: 86 espectadores Árbitro(s): Juri Frischer |

| 19 de noviembre de 2016, 13:00 | Pärnu Linnameeskondd                                | 4:3 (3:2) (Global 9:4) | Maardu Linnameeskond                        | Pärnu Kalevi Staadion, Pärnu                           |                                                        |
|                                | - Saarts 22' - Boldyrev 37' - Pärnat 43' - Vunk 88' | Reporte                | - 27' Abdullajev - 53' Krivošein - 88' Vunk | Asistencia: 135 espectadores Árbitro(s): Kristo Tohver | Asistencia: 135 espectadores Árbitro(s): Kristo Tohver |

| Pärnu Linnameeskond Permanece | Maardu Linnameeskond No asciende |

## Goleadores
Actualizado AL 5 de noviembre de 2016.
| Pos. | Jugador                | Club                | Goles |
| ---- | ---------------------- | ------------------- | ----- |
| 1    | Yevgeni Kabaev         | Sillamäe            | 25    |
| 2    | Rauno Sappinen         | Flora               | 19    |
| 2    | Vjatšeslav Zahovaiko   | Paide Linnameeskond | 19    |
| 4    | Rauno Alliku           | Flora               | 15    |
| 5    | Anton Miranchuk        | Levadia             | 14    |
| 5    | Dmitri Proshin         | Narva Trans         | 14    |
| 5    | Ats Purje              | Nõmme Kalju         | 14    |
| 5    | Sakari Tukiainen       | Flora               | 14    |
| 9    | Kristjan Tiirik        | Tammeka             | 12    |
| 9    | Vladimir Voskoboinikov | Infonet             | 12    |